# Parafia Świętych Apostołów Piotra i Pawła w Trlągu
Parafia św. Apostołów Piotra i Pawła w Trlągu jest jedną z 12 parafii należących do dekanatu mogileńskiego. Przy kościele znajduje się parafialny cmentarz.

## Rys historyczny
Pierwsza wzmianka o wsi pochodzi z 1327 roku, początkowo była ona własnością kapituły gnieźnieńskiej, później była to wieś rycerska. W II poł. XIV wieku zarządzał nią Stefan herbu Topór. O pierwszym kościele wiemy, że pochodzi z 1387 roku. Obecną świątynię wybudowano w 2 poł. XV wieku. W latach 1570–1595 zarządzali nią bracia czescy, następnie rekoncyliowana.

## Dokumenty
Księgi metrykalne:
- ochrzczonych od 1889 roku;
- małżeństw od 1945 roku;
- zmarłych od 1946 roku.

## Zasięg parafii
Do parafii należą wierni Kościoła katolickiego z miejscowości: Broniewice, Dobieszewice, Dobieszewiczki, Trląg.